# 말레이시아군

말레이시아군(Malaysian Armed Forces, 약어: MAF, 말레이어: Angkatan Tentera Malaysia, 자위 문자: اڠكتن تنترا مليسيا)는 말레이시아의 군대로, 3개 계통으로 구성되어 있다. (말레이시아 육군, 말레이시아 왕립 해군 및 말레이시아 왕립 공군) MAF 현역병력은 113,000명, 예비군은 51,600명이다.
말레이시아 군대의 최고 사령관은 말레이시아의 왕 양 디페르투안 아공이다.

## 같이 보기
- 말레이시아 왕립 경찰